# August Blepp

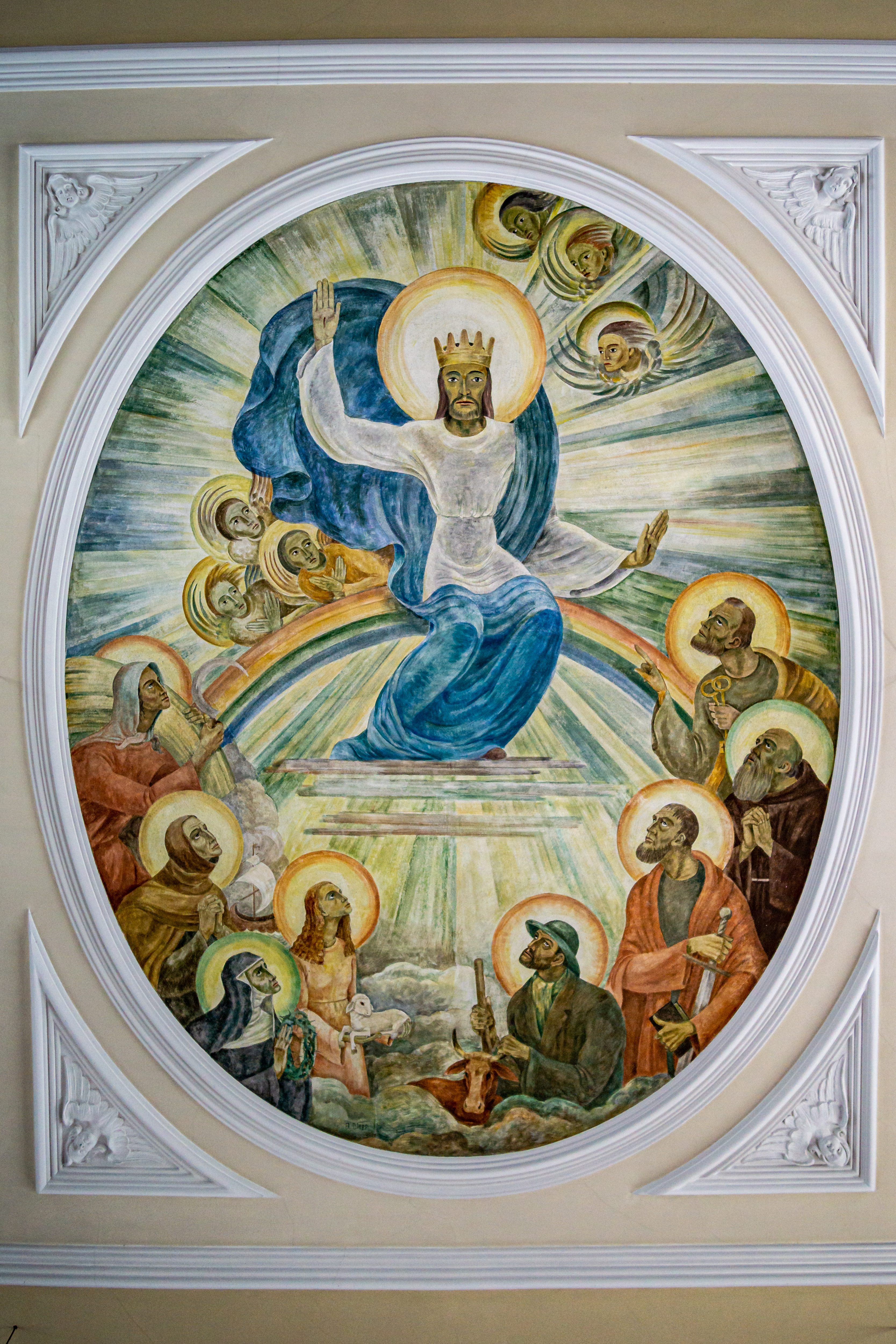
Jesus als Pantokrator, katholische Kirche St. Petrus und Paulus, Hausen am Tann, 1935

August Blepp (* 9. Januar 1885 in Weilen unter den Rinnen; † 15. August 1949 ebenda) war ein deutscher Kirchenmaler.
Das Innere zahlreicher Kirchen wurde von ihm gestaltet. Er gestaltete u. a. die Altarflügel der St.-Nikolaus-Kirche in seinem Heimatort, in dem auch eine Straße nach ihm benannt wurde. Blepp war Schüler des Malers Adolf Hölzel. Er ist dem Expressionismus zuzuordnen.

## Leben
August Blepp wurde am 9. Januar 1885 in Weilen unter den Rinnen geboren. Nach dem Besuch der Volksschule folgte ab Juli 1899 eine Malerlehre in Hechingen, nach der er im Oktober 1902 die Gesellenprüfung absolvierte. Anschließend Gesellen- und Wanderzeit in Freiburg im Breisgau, Stuttgart, in der Schweiz und schließlich Rückkehr nach Stuttgart, wo er ab 1904 die Kunstgewerbeschule Stuttgart besuchte. Im Herbst 1908 Eintritt in die Königlich Württembergische Akademie der Bildenden Künste, wo er von seinen Lehrern Robert Poetzelberger, Carlos Grethe und Adolf Hölzel beeinflusst wurde. Während des Jahres 1913 Reisen an den Bodensee und in die bayerischen Alpen. Am 7. August 1914 unfreiwilliger Einzug zur württembergischen Infanterie, ab Dezember 1914 Fronteinsatz an der Somme und bei Verdun. Im Januar 1919 wurde Blepp als Gefreiter aus dem Heeresdienst entlassen. Bis zum Spätsommer 1919 verdingte er sich als Zeichenlehrer in Heilbronn, danach mit Arbeit als freier Künstler.
Blepp hat sich insbesondere um den Bereich der sakralen Malerei verdient gemacht. Ab 1921 gestaltete er überwiegend Altarflügel und Kircheninterieurs. Ende November 1923 reiste er gemeinsam mit dem Schweizer Maler Karl Röhrli vier Monate lang durch Italien. Ab ca. 1927 beschäftigte Blepp zwei Gehilfen: die Maler Karl Bauer aus Ravensburg (1927 bis ca. 1937) und Anton Geiger aus Schörzingen (bis 1939). Im Jahr 1928 heiratete Blepp seine Frau Anna (geb. Starke, * 15. Mai 1887 in Bonn, † ?).
Im Januar 1933 gewann Blepp einen Gestaltungswettbewerb, der von der Deutschen Reichsbahn-Gesellschaft, Reichsbahndirektion Stuttgart, ausgeschrieben worden war. Es handelte sich um die Bemalung der Wände des Speisesaals im Empfangsgebäude des Hafenbahnhofs von Friedrichshafen.
Blepp wurde Mitglied des Weilener Gemeinderates, 1935 erhielt er anlässlich seines 50. Geburtstags das Ehrenbürgerrecht in Weilen.
Seine expressionistischen Arbeiten widersprachen jedoch dem Nazi-Kunstkanon, und 1937 wurde in der Aktion „Entartete Kunst“ nachweislich seine Druckgrafik Pieta aus der Städtischen Kunstsammlung Gelsenkirchen beschlagnahmt und zerstört.
Gemeinsam mit dem Lindauer Bildhauer Willi Veit gestaltete er weiterhin Kirchen (z. B. 1943 das Kruzifix für den Altar Aichstetten). Im Sommer 1944 wurde Blepp als Gefreiter zum Landes-Schützen-Aushilfsbataillon eingezogen. Nach einer kurzen Ausbildung in Lahr wurde er bis Kriegsende zum Wachdienst im KZ-Außenlager Kaufering V oder X – Utting verpflichtet (Außenlager des KZ-Außenlagerkomplex Kaufering). Nach Kriegsende wurde er kurzfristig in Utting interniert, jedoch alsbald wieder freigelassen und 1948 als „unbelastet“ eingestuft.
Am 20. November 1945 berief der Balinger Landrat Robert Wahl im Einvernehmen mit der französischen Militärregierung Blepp zum Mitglied des Gemeinderats-Komitees von Weilen u. d. R.
August Blepp starb am 15. August 1949 an Magenkrebs. Er ist auf dem Friedhof seines Heimatortes Weilen beigesetzt.

## Werke
Von 1921 bis 1949 war Blepp für die Ausgestaltung von 56 Kirchen verantwortlich und hat darüber hinaus noch Entwürfe für drei weitere Kirchen fertiggestellt. Bereits zu seinen Lebzeiten wurde sein Werk Gegenstand von Ausstellungen, z. B. in Speyer 1925, Ulm 1926, Rottenburg am Neckar 1932, Tübingen 1945 oder Ravensburg 1949/46.
Etwa in einem Viertel der Kirchen, an deren Ausgestaltung August Blepp mitwirkte, sind seine Werke inzwischen ganz oder teilweise übermalt. Der Nachlass, ca. 1500 Dokumente, wird vom Kreisarchiv des Zollernalbkreises (Balingen) verwaltet.
- 1921 Pfarrkirche St. Afra, Ratshausen
- 1921 Pfarrkirche St. Georg Aixheim
- 1922 Pfarrkirche St. Pelagius, Rottweil-Altstadt/Evang. Friedhofskirche Balingen
- 1923 Pfarrkirche St. Nikolaus, Weilen unter den Rinnen/Pfarrkirche St. Ulrich, Wellendingen
- 1924 Pfarrkirche St. Hippolyt und Cassian, Frittlingen/Friedhofskapelle und Kriegerdenkmal Rottweil-Altstadt
- 1925 Pfarrkirche St. Cäcilia, Dauchingen
- 1926 Rathaus Rottweil/Friedhofskapelle St. Michael, Binsdorf
- 1927 Pfarrkirche St. Anastasia, Baisingen/Marienkirche, Donaueschingen
- 1928 Pfarrkirche St. Petrus Canisius, Friedrichshafen
- 1929 Kath. Kirche Bad Herrenalb/Pfarrkirche St. Dionysius, Schlatt/Pfarrkirche St. Gallus, Rangendingen/Pfarrkirche St. Johannes-Baptist, Lautlingen/Krankenhauskapelle, Schramberg/Pfarrkirche St. Peter und Paul, Dürbheim
- 1930 Eigenes Wohnhaus in Weilen u. d. R./Filialkapelle Herz Jesu, Oberbränd/Pfarrkirche Himmelfahrt Mariä, Rechberghausen/Pfarrkirche St. Ulrich, Kirchheim unter Teck
- 1931 Pfarrkirche Kirchhausen/Haus Spreter, Rottweil/Krankenhauskapelle Spaichingen/Pfarrkirche St. Petrus-Canisius, Friedrichshafen/Pfarrkirche St. Otmar, Hochmössingen
- 1932 Pfarrkirche St. Nikolaus, Heggelbach/Kriegergedächtniskapelle und Leichenhalle, Oberndorf am Neckar/Pfarrkirche St. Jakob d. Ä., Herrenzimmern
- 1933 Speisesaal des Empfangsgebäudes im Hafenbahnhof, Friedrichshafen/Pfarrkirche St. Michael, Denkingen
- 1934 Pfarrkirche St. Martin, Fridingen an der Donau/Pfarrkirche St. Margarethe, Margrethausen/Pfarrkirche St. Elisabeth, Tailfingen
- 1935 Pfarrkirche St. Georg, Weilheim/Pfarrkirche St. Peter und Paul Hausen am Tann/Pfarrkirche St. Nikolaus, Dietingen/Pfarrkirche St. Kilian und Ursula, Ellwangen
- 1936 Pfarrkirche St. Maria, Ennabeuren, Kreissparkasse, Rottweil
- 1937 Kreissparkasse, Rottweil/Pfarrkirche St. Theresia, Trossingen/Pfarrkirche St. Josef, Hofen/Mauser-Werke, Oberndorf am Neckar/Gasthaus Steinwandel, Rottweil/Pfarrkirche St. Johannes Baptist, Wilhelmskirch
- 1938 Pfarrkirche St. Michael, Denkingen/Brauerei Schramm (Fassade Waldhorn), Oberndorf am Neckar
- 1939 Pfarrkirche St. Laurentius, Deißlingen/Kaserne (Kasino), Heilbronn/Brauereigaststätte (innen) Waldhorn, Spaichingen
- 1940 Jordanbad (Biberach an der Riß) Pfarrkirche St. Herz Jesu
- 1941/42 Kreuzweg in Dietingen/Pfarrkirche St. Laurentius, Deißlingen
- 1942–1949 Pfarrkirche St. Michael und Kreuzweg Aichstetten
- 1943 Kirche in Ellwangen/Kriegergedächtnisaltar, Schömberg
- 1945/46 Pfarrkirche Unserer Lieben Frau, Hausen ob Rottweil
- 1945 Pfarrkirche St. Matthäus Dormettingen
- 1945–1949 Glasfenster Tailfingen
- 1946 Kreuzweg, Biberach (Baden)
- 1946/47 Palmbühl, Schömberg/Pfarrkirche St. Johann Baptist, Wuchzenhofen
- 1947 Pfarrkirche St. Gallus, Schörzingen/Pfarrkirche St. Laurentius, Deißlingen
- 1948 Kapelle des Altenheims Scheer
- 1948/49 Fronleichnamsaltar, Palmbühl Schömberg
- 1949 Pfarrkirche Heilig-Geist Balingen/Pfarrkirche St. Michael, Aichstetten
- Undatiert:
- Steinernes Feldkreuz Waldstetten
- Pfarrkirche St. Verena, Dautmergen
- Kath. Kirche, Tailfingen
- Entwürfe für die Kongresshalle des Deutschen Museums, München
- Rathausfassade Spaichingen
- Pfarrkirche St. Christophorus, Stuttgart-Wangen
- Kapelle St. Verena, Deilingen
- Pfarrkirche St. Peter und Paul, Neukirch
- Pfarrkirche St. Marcellus, Meckenbeuren
- 1948 Hausen ob Rottweil, Seitenaltar lt. Signierung